# Cerkiew św. Olgi w Leisi
Cerkiew pod wezwaniem św. Olgi – prawosławna cerkiew parafialna w Leisi, w dekanacie saremskim eparchii parnawskiej i saremskiej Estońskiego Apostolskiego Kościoła Prawosławnego.

## Historia
Cerkiew wzniesiono w latach 1871–1872, na potrzeby istniejącej od 1848 r. parafii Rosyjskiego Kościoła Prawosławnego. Konsekracja świątyni miała miejsce w 1873 r.